# Battle of Changsha
Battle of Changsha (chino= 战长沙, pinyin: Zhan Changsha), es una serie de televisión china transmitida del 14 de julio del 2014 hasta el 31 de julio del 2014 a través de CCTV-8.
La historia se desarrolla en el contexto de la batalla de Changde en 1939 durante la segunda guerra sino-japonesa.

## Argumento
La historia se centra en la familia Hu, quienes viven en Changsha, en la provincia de Hunan, China, y cómo enfrentan la segunda guerra sino-japonesa entre 1938 y 1945.
Con el ataque aéreo japonés y la protesta de los estudiantes como telón de fondo, el drama comienza con la narración de Hu Xiangxiang, una joven estudiante de secundaria de 16 años, malcriada pero inocente que huye de una cita a ciegas preparada por su cuñado, Xue Junshan, quien quiere casarla y abandonar Changsha para evitar la guerra. Mientras tanto la familia a Xiangxiang, también quiere buscar un escape para proteger a su hermano gemelo, Hu Xiangjiang (también conocido como "Xiao Man").
Poco después se revela que la persona que estaba esperando a Xiangxiang durante la cita a ciegas es Gu Qingming, un alto asesor estratégico de Kuomintang (KMT) durante la guerra, quien es totalmente diferente a aquellos que quieren huir, ya que está ansioso por luchar contra los japoneses a pesar de que su familia y en especial su padre están en contra de que lo haga. Cuando ambos se conocen no quedan en buenos términos, por lo que Junshan, debe buscar a otro hombre como prometido para Xiangxiang.
Mientras tanto el presidente chino Chiang Kai-shek, ordena una política de "tierra quemada", una estrategia militar que tiene como objetivo destruir cualquier cosa que pueda ser útil para los japoneses en un intento por detener sus avances, sin embargo el plan sale terriblemente mal y la ciudad termina en cenizas antes de la intrusión de las tropas japonesas, costándole la vida a aproximadamente 30,000 personas, quienes murieron quemadas mientras dormían, incluidos el nuevo prometido de Xiangxiang.
Aunque al inicio Xiangxiang ignora en realidad lo que significa la guerra y lo único que quiere hacer es huir, cuando los japoneses finalmente entran, se ve obligada a crecer rápidamente. Después de presenciar la muerte de varios familiares y asesinatos perpetrados por las tropas japonesas, tanto Xiangxiang como su hermano se involucran en la guerra: Xiangxiang decide convertirse en enfermera para salvar a los soldados chinos, mientras que Xiangjiang se enlista en el ejército.
En el proceso Xiangxiang se enamora profundamente de Gu Qingming, quien constantemente arriesga su vida para protegerla y por proteger el país.

## Personajes

### Personajes principales
| Actor       | Personaje                   | N.º de episodios | Notas |
| ----------- | --------------------------- | ---------------- | --- |
| Wallace Huo | Gu Qingming (Gu Shaohuan)   | 32               | Es un asesor mayor de estrategia del Kuomintang (KMT) adjunto a la División 50 del Ejército de la República de China, donde tiene el rango de Mayor. Cuando conoce a Xiangxiang se enamora de ella y poco después se casan. |
| Yang Zi     | Hu Xiangxiang (Xiang Xiang) | 32               | Es la hermana gemela de Hu Xiangjiang. Aunque al inicio no se lleva bien con Gu Qingming, poco después se enamora de él y se convierte en su esposa. Comienza a trabajar como enfermera y más tarde se convierte en médico. |
| Niu Junfeng | Hu Xiangjiang (Xiao Man)    | 32               | Es el hermano gemelo de Hu Xiangxiang y un soldado. Está enamorado de Jin Feng, luego de su muerte queda destrozado. Más tarde muere mientras lucha contra los soldados japoneses.                                          |

### Personajes secundarios

#### Familia Hu
| Actor                  | Personaje     | N.º de episodios | Notas |
| ---------------------- | ------------- | ---------------- | --- |
| Yang Zi                | Hu Xiangxiang | 32               | Es la hermana gemela de Hu Xiangjiang, trabaja como enfermera. |
| Niu Junfeng            | Hu Xiangjiang | 32               | Es el hermano gemelo de Hu Xiangxiang y un soldado. |
| Zuo Xiaoqing           | Hu Xiangjun   | -                | Es la hermana mayor de Hu Xiangxiang y Hu Xiangjiang, así como la esposa de Xue Junshan. Muere ahogada luego de lanzarse al río Xiang, mientras intentaba huir de los japoneses. Su cuerpo fue encontrado por Liu Minghan.                                                                                    |
| Wang Caiping (王彩平)  | Hushi Nainai  | 30               | Es la madre de Hu Changning, una sastre experta. Más tarde se quita la vida luego de la muerte de Hu Changning y Hu Liushi, para no ser atrapada por los japoneses. |
| Yang Xinming (杨新鸣)  | Hu Changning  | 30               | Es un hombre intelectual, valiente y humilde, así como el padre de Hu Xiangjun, Xiangjiang y Xiangxiang. Más tarde es asesinado por los soldados japoneses mientras se declaraba en su contra. |
| Mu Liyan (穆丽燕)      | Hu Liushi     | 30               | Es la esposa de Hu Changning y la madre de Hu Xiangjun, Xiangjiang y Xiangxiang. Trabaja como sastre. Más tarde muere luego de perder su batalla contra una enfermedad. |
| Ren Chengwei           | Xue Junshan   | -                | Es el esposo de Hu Xiangjun. Un oficial de seguridad corrupto, que usa sus conexiones para obtener ganancias. Aunque tiene el rango de capitán, lleva la insignia de rango de un teniente. |
| Gao Xin (高鑫)         | Liu Minghan   | -                | Es el sobrino de Hu Liushi y hermano mayor de Liu Xiuxiu, así como el primo y exnovio de Hu Xiangjun. Es un médico y cuando entran los japoneses es amenazado por ellos para que trabaje como su doctor, sin embargo luego de su derrota, es liberado y regresa con su hermana.                               |
| Liu Zhenjun (刘真君)   | Liu Xiuxiu    | -                | Es la sobrina de Hu Liushi y hermana menor de Liu Minghan. Está enamorada de Hu Xiangjiang, y aunque él no la ama, luego de la muerte de sus padres decide casarse con ella para cumplir con su último deseo. Poco después de la muerte de Xiangjiang descubre que está embarazada y decide llamarlo Quanhou. |
| Ying Yixuan            | Xue Ping'an   | -                | Es el hijo de Hu Xiangjun y Xue Junshan. |
| Wang Yongquan (王永泉) | Hulao Taiye   | -                | Es el cuñado de Hu Shinainai, luego de la muerte de Shinainai, Hu Changning y Hu Liushi, ayuda a la gente a huir y poco después se quita la vida para evitar ser atrapado por los soldados japoneses. |
| Wang Hong (王宏)       | Hu Xiaoqiu    | -                | Es el hijo adoptivo de Hu Laotaiye, luego de su muerte se une a Hu Xiangjiang y a Wang para luchar contra los soldados japoneses. |
| Li Zefeng (李澤鋒)     | Hu Xiangping  | -                | |
| Zhang Yijie            | Hu Xiangshui  | -                | |
| -                      | Gu Nianqin    | -                | Es el hijo de Hu Xiangxiang y Gu Qingming. |
| Sun Mengjia (孙梦佳)   | Shuilan       | -                | |
| Zhang Moxi (张墨锡)    | Jing Yan      | -                | |
| Guo Zhong (边程)       | Basui Maomao  | -                | |
| Liu Xingwu (刘兴武)    | Wusui Maomao  | -                | |

#### Familia Gu
| Actor                   | Personaje   | N.º de episodios | Notas |
| ----------------------- | ----------- | ---------------- | --- |
| Wallace Huo             | Gu Shaohuan | 32               | Es un mayor y asesor mayor de estrategia del Kuomintang.                                                                                     |
| Zhao Zhijun (赵志君)    | Gu Fu       | -                | Es el padre de Gu Qingming y Gu Qinyun, No está de acuerdo con que Qingming vaya a la guerra, y hace todo lo posible por mantenerlo a salvo. |
| Lu Xia (吕夏)           | Gu Qinyun   | -                | Es la hermana mayor de Gu Qingming. Luego de la entrada de los japoneses, se encarga de cuidar y proteger a Hu Xiangxiang y Gu Nianqin.      |
| -                       | Hermano Xu  | -                | Es el hermano de Gu Qingming y Gu Qinyun. Un soldado que muere durante la guerra                                                             |
| -                       | Gu Nianqin  | -                | Es el hijo de Gu Qingming y Hu Xiangxiang.                                                                                                   |
| Wang Shuangbao (王双宝) | Xu Quan     | -                | Es el antiguo supervisor de Xue Junshan. |

### Otros personajes
| Actor                 | Personaje            | N.º de episodios | Notas |
| --------------------- | -------------------- | ---------------- | --- |
| Kuang Muye (匡牧野)   | Mo Xiaodi            | -                | Aunque al inicio es aliado del corrupto oficial Xue Junshan. Sin embargo poco después cambia de bando y se convierte en el aliado y amigo de Gu Qingming, así como su ayudante en el 10.º Cuerpo del Kuomintang. Más tarde muere luego de recibir un disparo de los soldados japoneses, mientras intentaban huir de ellos.                                                                               |
| Ma Bo (马波)          | Chen Chu (Xiao Hei)  | -                | Es el aliado del corrupto oficial Xue Junshan, más tarde se convierte en un espía para los japoneses. Está enamorado de Liu Xiuxiu, sin embargo ella no siente lo mismo. Es responsable de varias muertes y más tarde muere luego de ser asesinado a disparos por Hu Xiangjiang. |
| Li Wenjing            | Mu Huarong (Xiao Mu) | -                | Es un aliado de Gu Qingming. |
| Li Peiming (李培铭)   | Fang Xianjue         | -                | Es el Comandante y general del 10.º Cuerpo del Kuomintang. Luego de sufrir una derrota contra los soldados japoneses intenta quitarse la vida, sin embargo Gu Qingming lo detiene, poco después decide dejar su cargo como militar. |
| Ying Zi (瑛子)        | Jin Feng             | -                | Es la compañera de clases y amiga de Hu Xiangxiang, y trabajan juntas como enfermeras. Está enamorada de Hu Xiangjiang y promete casarse con él cuando acabe la guerra, sin embargo muere luego de recibir varios disparos por parte de soldados japoneses, luego de matar a un coronel japonés, lo que deja destrozado a Xiangjiang.                                                                    |
| -                     | Mr. Kao              | -                | Es un subordinado del Comandante Hu y un soldado del 10.º Cuerpo del Kuomintang. |
| -                     | Tao Huoding          | -                | Es un soldado del 10.º Cuerpo del Kuomintang. |
| -                     | Mr. Wang             | -                | Es el primo menor de Wang Changshui y un ladrón. Luego de prestarle dinero a Hu Xiangjiang, lo busca para cobrar su deuda. Sin embargo más tarde cambia y junto a sus hombres luchan contra los soldados japoneses. Cuando encuentra a Xiangjiang debilitado, lo ayuda y lo invita a unirse a él en su lucha contra los japoneses. Más tarde muere luego de recibir varios disparos de Uketamawa Kurano. |
| -                     | Wang Changshui       | -                | Era un bandido del Monte Zhan, sin embargo luego del ataque de los japoneses, se enlista y se convierte en parte de la fuerza de lucha antijaponesa. Muere luchando contra los japoneses. |
| Jin Dong              | Wong Kaifu           | 1                | Es un periodista del diario Ta Kung Pao que ayuda a Gu Qingming a contar la verdad sobre lo sucedido durante la guerra. |
| -                     | Li Laoda             | -                | Es el encargado de sonar la campana para avisar de la llegada de los soldados japoneses. |
| -                     | Uketamawa Kurano     | -                | Es un soldado japonés y el responsable de la muerte de Hu Changning. Más tarde muere luego de que Hu Xiangjiang le disparara. |
| Yue Yang (岳旸)       | -                    | -                | Es un soldado japonés. |
| Hu Bo (胡勃)          | Lao Gao              | -                | |
| Liu Hongxing (刘红星) | Wang Huizi           | -                | |
| Liu Lu (刘陆)         | Hu Shizhang          | -                | Es la enfermera principal. |
| -                     | Doctor Zhou          | -                | Es el médico que atiende a Hu Xiangxiang, cuando sufre dolores durante su embarazo. |
| Liu Guanghou (劉廣厚) | Jefe Liu             | -                | |
| Feng Hui (冯晖)       | Jefe Sheng           | -                | Es un comerciante de satín. |
| Sun Hanwen (孙翰文)   | Sheng Chengzhi       | -                | Es el hijo del Jefe Sheng y el segundo hombre con quien quieren casar a Hu Xiangxiang. |
| -                     | Yiyi                 | -                | Es una niña del orfanato. |
| -                     | Xiao Lan             | -                | Es un niño del orfanato. |
| Xiao Bao (王一鸣)     | Ye Dao               | -                | |
| Yan Linfei (闫霖飞)   | -                    | -                | Es un investigador. |
| Kong Sheng (孔笙)     | -                    | -                | |
| Wei Wei (魏伟)        | -                    | -                | Es un soldado en el hospital. |
| Zhao Qianzi (赵千紫)  | Nong Fu              | -                | Es una campesina. |

## Episodios
La serie estuvo conformada por 32 episodios, los cuales fueron emitidos todos los martes.

### Raitings
| 1        | 14 de julio de 2014 | 0.57  | 2.1   |
| 2        | 14 de julio de 2014 | 0.78  | 2.27  |
| 3        | 14 de julio de 2014 | 0.95  | 2.58  |
| 4        | 14 de julio de 2014 | 0.91  | 2.93  |
| 5        | 15 de julio de 2014 | 0.46  | 1.71  |
| 6        | 15 de julio de 2014 | 0.81  | 2.36  |
| 7        | 15 de julio de 2014 | 0.87  | 2.35  |
| 8        | 15 de julio de 2014 | 0.88  | 2.81  |
| 9-12     | 16 de julio de 2014 | 0.812 | 2.386 |
| 13-16    | 17 de julio de 2014 | 0.879 | 2.539 |
| 30       | julio de 2014       | 0.83  | 2.39  |
| 31       | julio de 2014       | 0.95  | 2.58  |
| 32       | julio de 2014       | 1.03  | 3.39  |
| Promedio | Promedio            | 0.86  |       |

## Música
| Año | Intérpretes           | Canción                            | Notas               |
| --- | --------------------- | ---------------------------------- | ------------------- |
| 1   | Wallace Huo & Yang Zi | "I Will Remember You" (我会记得你) | (canción de cierre) |

## Producción
La serie fue dirigida por Kong Sheng y Zhang Kaizhou, quienes contaron con el apoyo del guionista Que Que.
Mientras que la producción estuvo a cargo de Hou Hongliang (侯鸿亮).
La serie contó con el apoyo de las compañías de producción "Shandong Television Media Group" y "Daylight Entertainment Television Ltd".

### Recepción
La serie fue un éxito crítico y fue el drama mejor calificado en el sitio web de transmisión más importante Douban.
También fue elogiado por ser el primer drama de su tipo, que representa la larga batalla con detalles impactantes, convirtiéndola en uno de los dramas televisivos más esperados del año.

### Distribución
| País  | Cadena                 | Fecha de emisión                       | Notas |
| ----- | ---------------------- | -------------------------------------- | ----- |
| China | Jiangsu TV Shanghai TV | 5 de marzo del 2014 8 de marzo de 2014 | [ 6 ] |